# J・C・チャンダー
J・C・チャンダー（J.C.Chandor）ことジェフリー・マクドナルド・チャンダー（Jeffrey McDonald Chandor, 1973年11月 - ）は、アメリカ合衆国の脚本家、映画監督。1996年にウースター大学を卒業した。

## キャリア
15年にわたってコマーシャルやドキュメンタリーでキャリアを積んだ。
2011年に『マージン・コール』で長編映画デビューし、サンダンス映画祭でプレミア上映された。同作はさらに第61回ベルリン国際映画祭のコンペティション部門で上映され、さらには第84回アカデミー賞脚本賞にノミネートされた。
監督2作目の『オール・イズ・ロスト 〜最後の手紙〜』では、全編にわたってセリフのない海難映画を制作。ほぼ唯一の登場人物であるロバート・レッドフォードの好演が多くの映画賞を受賞し、アカデミー主演男優賞ノミネート漏れが問題となるなど、斬新なスタイルで高評価を得た。

## フィルモグラフィ

### 長編映画
| 年   | 題名                                                  | 役割             | 備考                  |
| ---- | ----------------------------------------------------- | ---------------- | --------------------- |
| 2011 | マージン・コール Margin Call                          | 監督・脚本       |                       |
| 2013 | オール・イズ・ロスト 〜最後の手紙〜 All Is Lost       | 監督・脚本       |                       |
| 2014 | アメリカン・ドリーマー 理想の代償 A Most Violent Year | 監督・脚本・製作 |                       |
| 2019 | トリプル・フロンティア Triple Frontier                | 監督・脚本       | Netflixオリジナル映画 |
| 2019 | スキャンダル -人生のターニングポイント- Run This Town | 製作総指揮       |                       |
| 2024 | クレイヴン・ザ・ハンター Kraven the Hunter            | 監督             |                       |

### 短編映画
| 年   | 題名      | 役割       |
| ---- | --------- | ---------- |
| 2004 | Despacito | 監督・脚本 |